# Onthophagus desaegeri
Onthophagus desaegeri är en skalbaggsart som beskrevs av Frey 1961. Onthophagus desaegeri ingår i släktet Onthophagus och familjen bladhorningar. Inga underarter finns listade i Catalogue of Life.